# Автомагістраль М9 (Росія)
Автомагістраль М9 або Автомагістраль Балтія або Новоризьке шосе — автомобільна дорога федерального значення Москва — Волоколамськ — державний кордон з Латвією — далі переходить у латвійську автодорогу А12. Частина європейського маршруту Е22. Протяжність автомагістралі — 610 км.

## Маршрут
Автомагістраль М9 починається на північному заході Москви від МКАДу як продовження Краснопресненського проспекту, далі проходить територією Московської, Тверської і Псковської областей.
Від МКАДу до Волоколамська траса є класична автомагістраль з розподільною смугою, відсутністю перетинань з іншими транспортними шляхами на одному рівні, і відповідним швидкісним режимом. З початку XXI століття тут активно будуються котеджні і дачні селища, що разом із мостами, які постійно[джерело?] ремонтують, викликає сильну завантаженість цієї ділянки траси. Після Волоколамська дорога різко звужується, розділова смуга пропадає. До межі з Тверською областю дорога має дві смуги руху з широко асфальтованим узбіччям, після в'їзду у Тверську область дорога звужується, узбіччя не асфальтоване. Траса прямує осторонь великих населених пунктів (після Ржева), придорожнього сервісу майже немає.
- Псковська область
  -  М9 МАПП «Бурачки»;
  - 603 км: Заситино;
  -  міст через річку Іссу (≈45 м);
  -  тиловий КПП «Ісса» (проїзд у бік кордону тільки при наявності пропуску або шенгенської візи в закордонному паспорті)";
  -  А117;
  -  (600 м) Ідриця;
  -  міст через річку Неведрянку (≈50 м);
  - 576 км:   Себеж
  - 525 км:  Р23 Пустошка
  - Новосокольники;
  -  міст через річку Ловать (≈90 м);
  -  Р51 (≈1,6 км) Великі Луки;
  - 423 км: Великі Луки  Р51;
  -  міст через річку Крупицю;
  -  міст через річку Кунью;
  - Кунья;
- Тверська область
  - 391 км:  на північ: Торопець, на південь: Стара Торопа;
  -  міст через річку Торопу (≈60 м);
  -  Меморіал спаленим селам в 1941 р[1];
  - 348 км:  Західна Двіна
  -  міст через річку Західну Двіну (≈75 м);
  -  міст через річку Велесу (≈45 м);
  -  міст через річку Межу (≈90 м);
  -  Р136;
  - 302 км:  (3 км) Нелідово;
  -  (3,5 км) Мирний;
  - 257 км: Оленіно
  -  Ржевський Меморіал радянському солдату;
  - 211 км: Ржев  28К-0576 на Твер і федеральну дорогу М10 « Росія»;
  - 187 км: Зубцов;
    -  міст через річку Вазузу (≈150 м);

  -  міст через річку Держу (≈70 м);
  -  Пам'ятник «Катюші»;
  - 164 км: Погоріле Городище;
  -  (670 м)  аеродром Орловка;
- Московська область
  - Княжі Гори;
  - 126 км: Шаховська  Р90;
  - 96 км:Волоколамськ  Р108;
  -  ; Волоколамське шосе
  -  (3,1 км) Сичово, автодром Moscow Raceway;
  - 68 км: Новопетровське  А108 (Велика бетонка, Московське велике кільце);
  -  (2 км) Рум'янцево, Первомайське;
  -  міст через річку Молодильню (≈55 м);
  -  (700 м) Веретенки, Лужки, Онуфрієво;
  -  (1,6 км) Кострово;
  -  міст через річку Малу Істру;
  - 39 км:  (8 км) Істра;
  -  А107 (Мала бетонка, Московське мале кільце);
  - Покровське;
  -  Павловська Слобода;
  -  Піраміда Голода;
  - Івановське;
  -  міст через річку Істру;
  -  на північ: Веледниково; на південь: Істру;
  - Бузланово;
  -  на північ: Ніколо-Урюпіно; на південь: Глухово;
  -  на північ: Новий; на південь:  Архангельське;
  - Красногорськ  «Ільїнське шосе»;
  -  міст через Москву-ріку (385 м);
  - 0 км:  МКАД-Захід Москва.